# 미스코리아 경북
미스코리아 경북(미스 경북)은 1971년부터 시작된 미스코리아의 경상북도 지역 대회이다. 진, 선, 미 입상자에게는 본선에 진출 할 수 있는 기회가 주어진다.

## 입상자
| 연도   |        | 진 (眞)  | 선 (善) | 미 (美) |
| ------ | ------ | -------- | ------- | ------- |
| 1971년 | 김은희 | 강경아   | 이진희  |         |
| 1972년 | 유효정 | 김아현   | 박지성  |         |
| 1973년 | 조성애 | 김경화   | 김준경  |         |
| 1974년 | 정선미 | 이다현   | 은미영  |         |
| 1975년 | 서지혜 | 황보현정 | 최연희  |         |
| 1976년 |        | 김은하   | 윤혜리  |         |
| 1977년 | 이정화 | 정창화   | 신은경  |         |
| 1978년 | 최현아 | 정혜원   | 남수림  |         |
| 1979년 | 김상명 | 소윤미   | 박애리  |         |
| 1980년 | 장혜지 | 강민정   | 유진희  |         |
| 1981년 | 김민희 | 백수혜   | 정민정  |         |
| 1982년 | 최미경 | 배문영   | 최은희  |         |
| 1983년 | 김선미 | 김진희   | 김태환  |         |
| 1985년 | 최은희 | 권은희   | 홍보선  |         |
| 1986년 | 권민경 | 신정실   | 오영주  |         |
| 1987년 | 이미란 | 류남희   | 황해경  |         |
| 1988년 | 김미선 | 신민종   | 주미정  |         |
| 1989년 | 김현숙 | 조애선   | 김순옥  |         |
| 1990년 | 홍영숙 | 배현주   | 김정선  |         |
| 1991년 | 곽선영 | 황은숙   | 서경숙  |         |
| 1992년 | 이남정 | 김명애   | 김계선  |         |
| 1993년 | 손수미 | 윤원희   | 신희정  |         |
| 1994년 | 윤미정 | 박금연   | 이자명  |         |
| 1995년 | 권선진 | 박선영   | 노영희  |         |
| 1996년 | 김양희 | 이은주   | 김보영  |         |
| 1997년 | 이광자 | 조혜경   | 한미정  |         |
| 1998년 | 곽신혜 | 윤지윤   | 김지혜  |         |
| 1999년 | 박윤경 | 설수현   | 이현정  |         |
| 2000년 | 이세나 | 박소윤   | 최미영  |         |
| 2001년 | 김순영 | 박현숙   | 정혜임  |         |
| 2002년 | 금나나 | 유선영   | 진경미  |         |
| 2003년 | 김민희 | 채순재   | 조수진  |         |
| 2004년 | 하재원 | 김태은   | 김수진  |         |
| 2005년 | 최림   | 신경화   | 김영희  |         |
| 2006년 | 장혜리 | 김은수   | 김유성  |         |
| 2007년 | 김주연 | 이수지   | 김은혜  |         |
| 2008년 | 서설희 | 권수정   | 전현경  |         |
| 2009년 | 문경은 | 손성민   | 오지인  |         |
| 2010년 | 김혜영 | 이경민   | 유리나  |         |
| 2011년 | 김이슬 | 이정민   | 남미연  |         |
| 2012년 | 윤지영 | 김태현   | 이민희  |         |
| 2013년 | 나란히 | 백령     | 김예슬  |         |
| 2014년 | 신수민 | 차은비   | 유지은  |         |
| 2015년 | 권하경 | 도은비   | 이혜원  |         |
| 2016년 | 정소희 | 김나경   | 김지수  |         |
| 2017년 | 이수연 | 신혜란   | 황인재  |         |
| 2018년 | 임경민 | 주미소   | 김나영  |         |
| 2019년 | 이정은 | 정다슬   | 이영리  |         |
| 2020년 | 전혜지 | 권다혜   | 이문영  |         |
| 2021년 | 김수진 | 채혜진   | 김민주  |         |

- 1982년, 1983년, 1985년, 1986년은 미스 대구와 통합하여 선발하였다.
- 1984년에는 미스 경북을 선발하지 않았다.

## 역대 참가자 사진

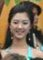
2008년 미스 경북 진 서설희, 2008년 미스코리아 미
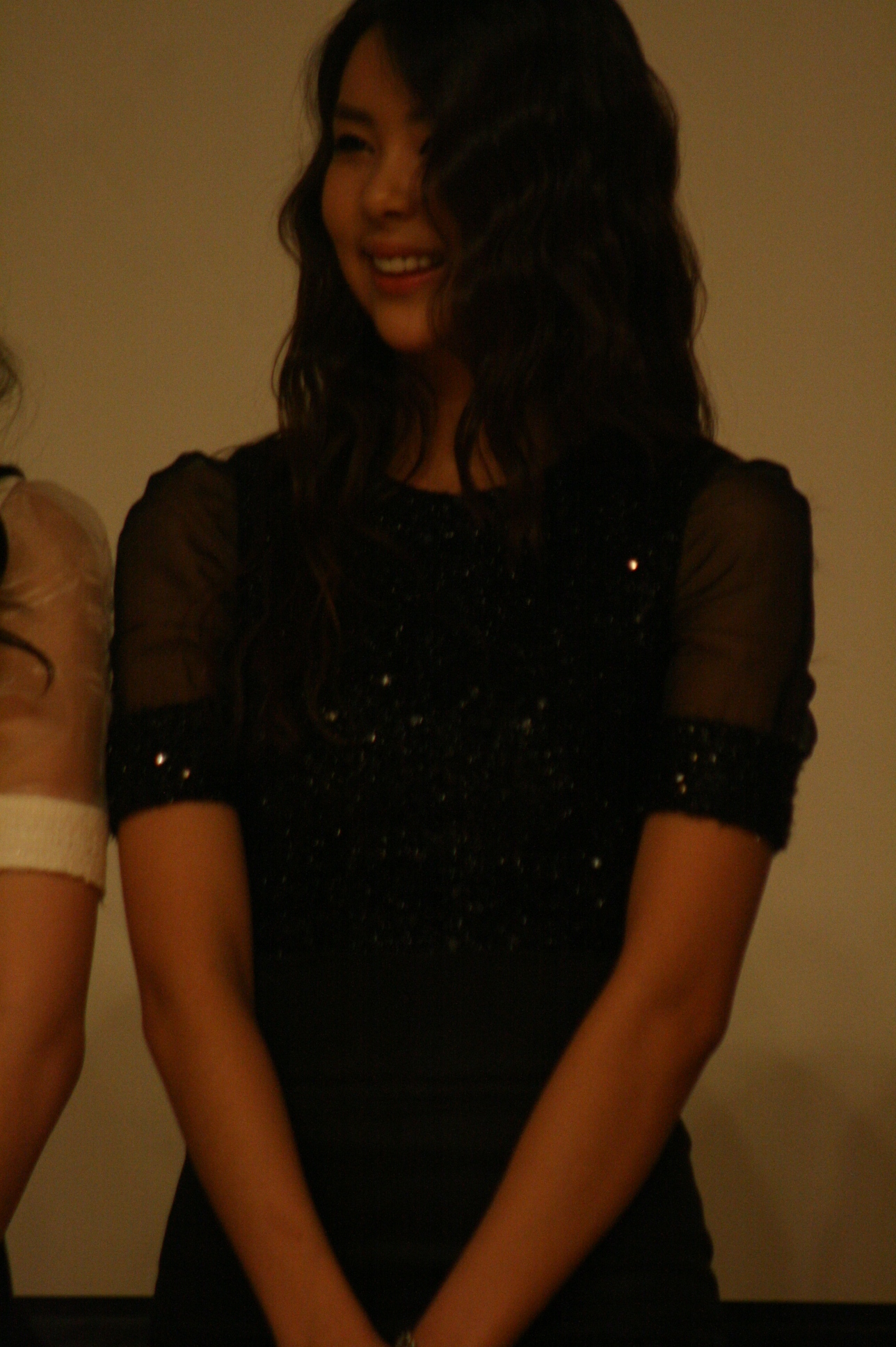
2008년 미스 경북 상주 정재경
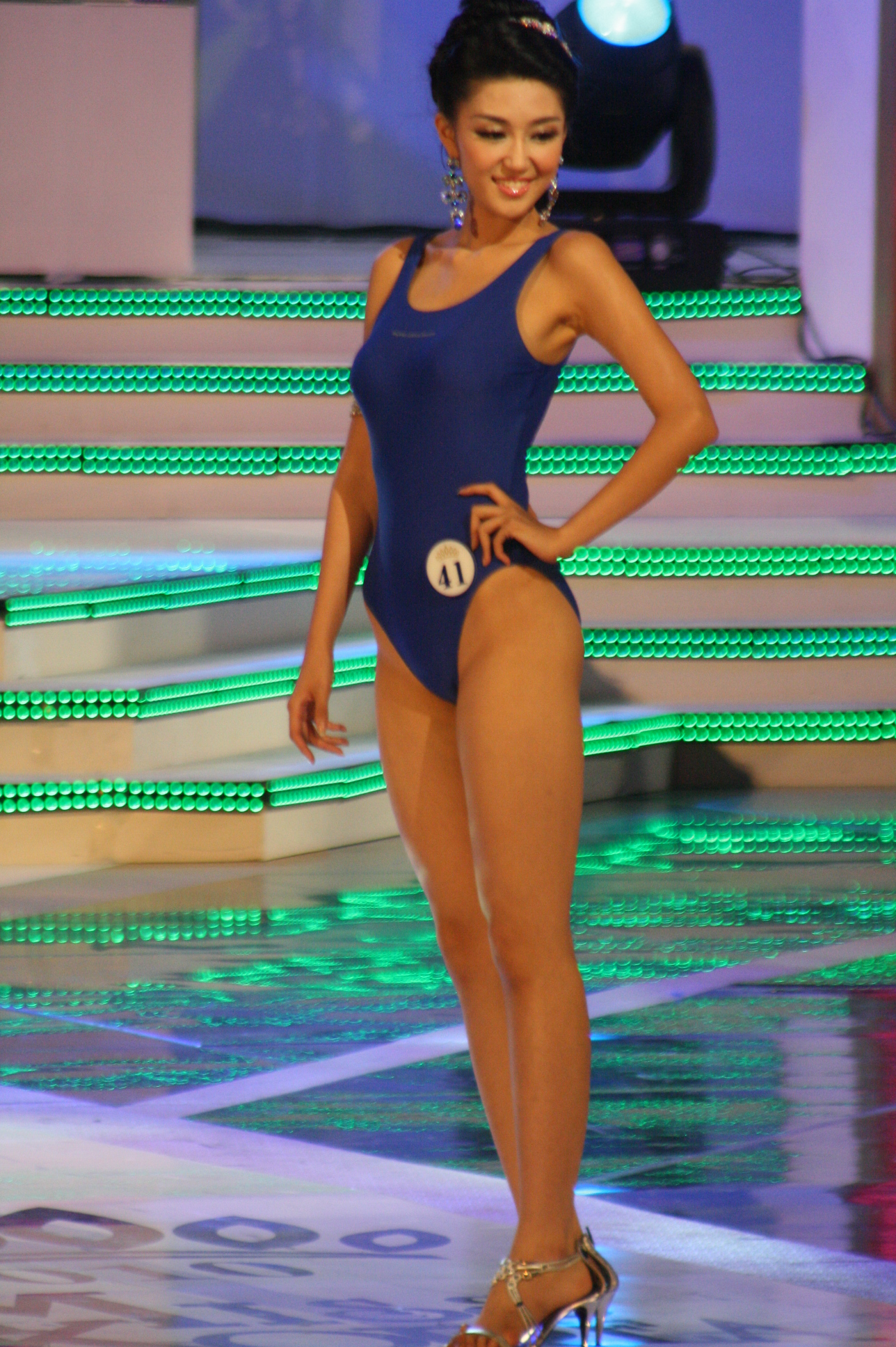
2010년 미스 경북 진 김혜영, 2010년 미스코리아 선
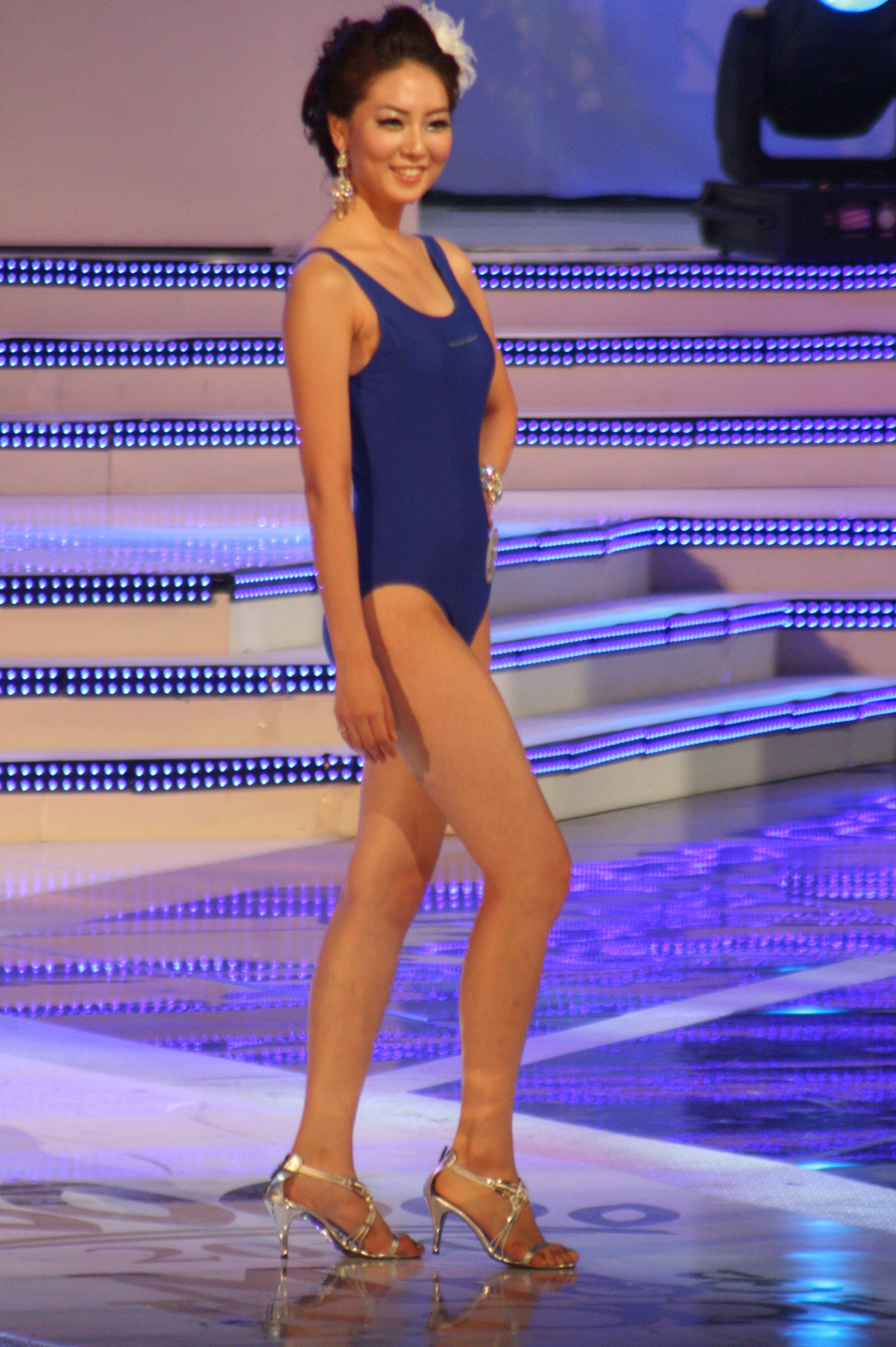
2010년 미스 경북 선 이경민, 2010년 미스코리아 후보
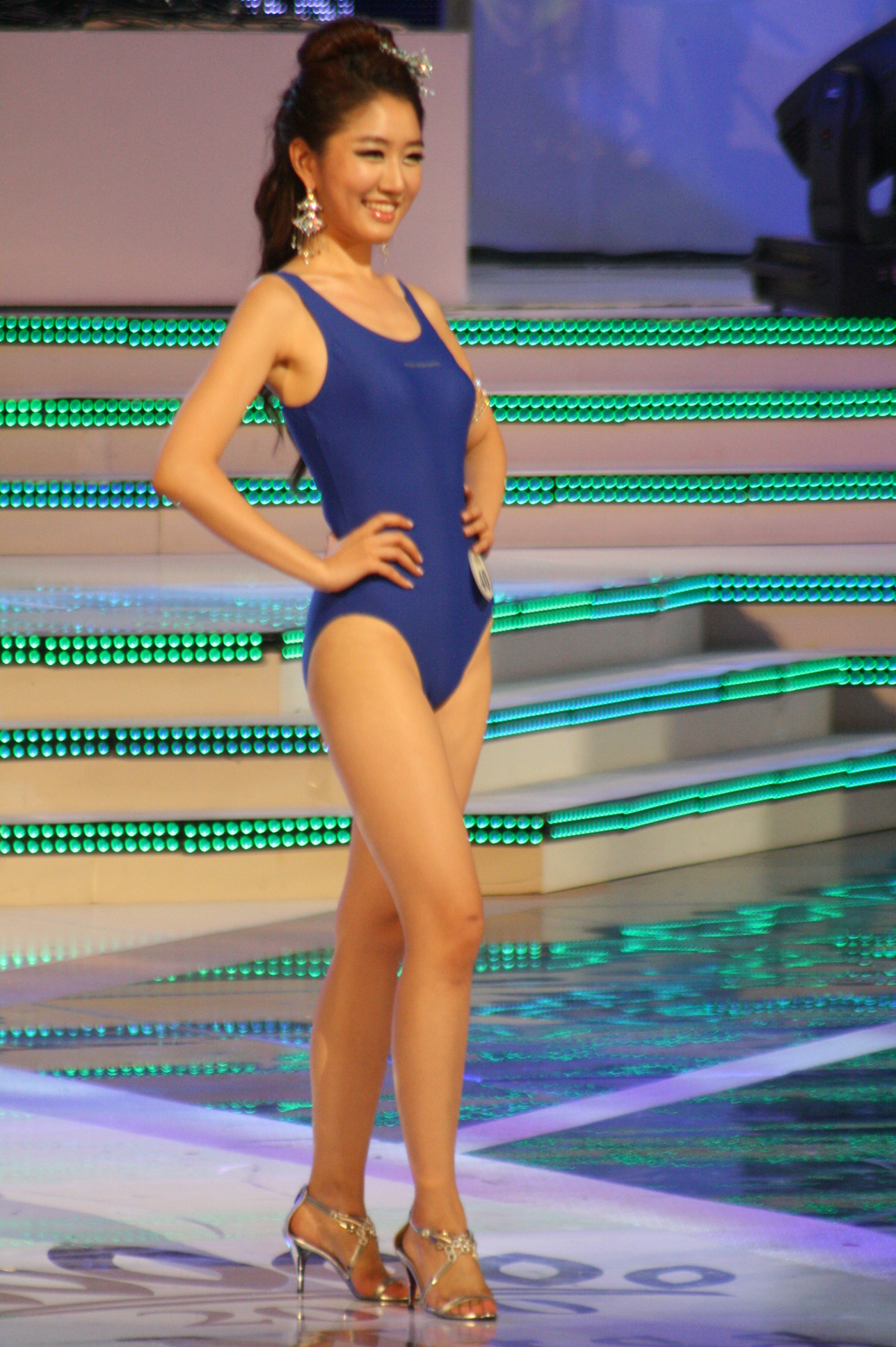
2010년 미스 경북 미 유리나, 2010년 미스코리아 후보
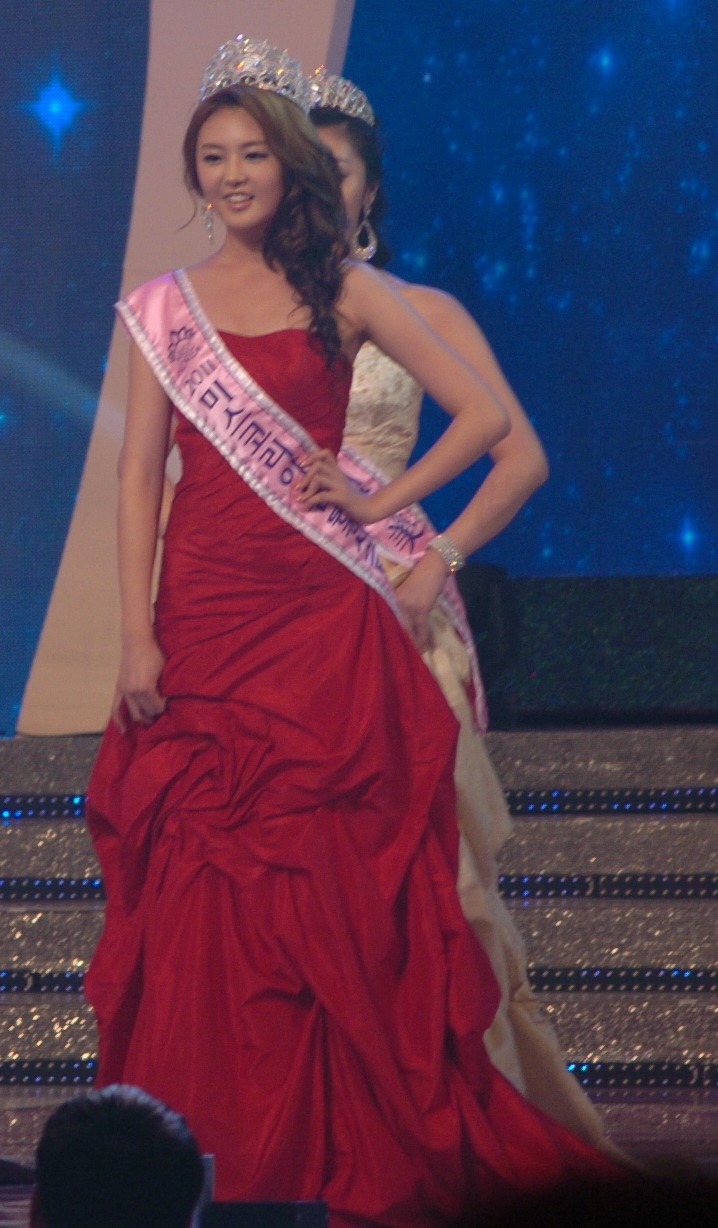
2011년 미스 경북 진 김이슬, 2011년 미스코리아 선
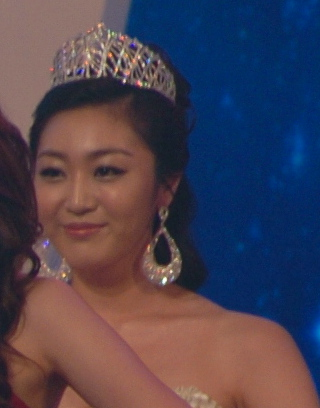
2011년 미스 경북 미 남미연, 2011년 미스코리아 미
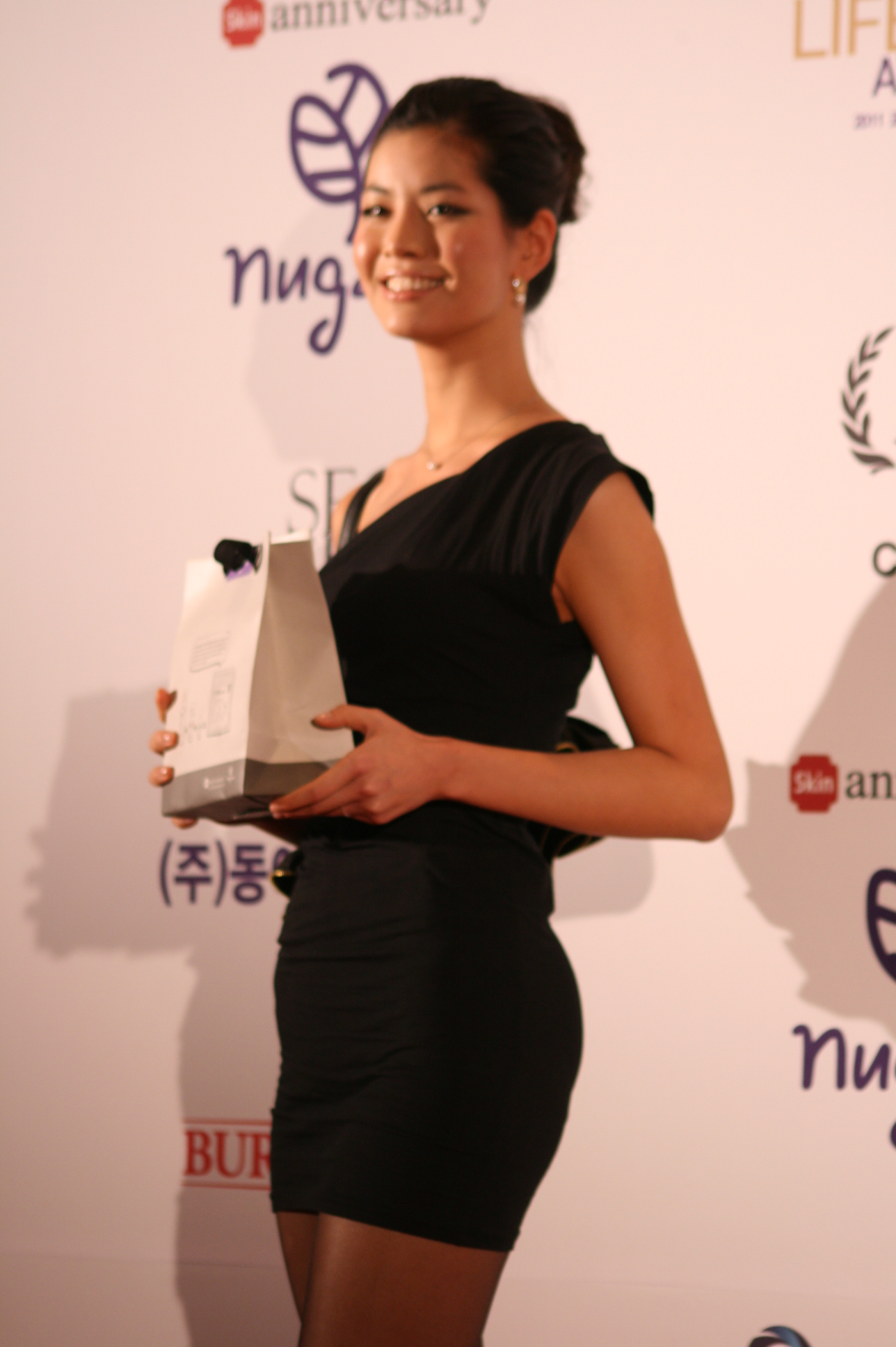
2011년 미스 경북 후보 도경민
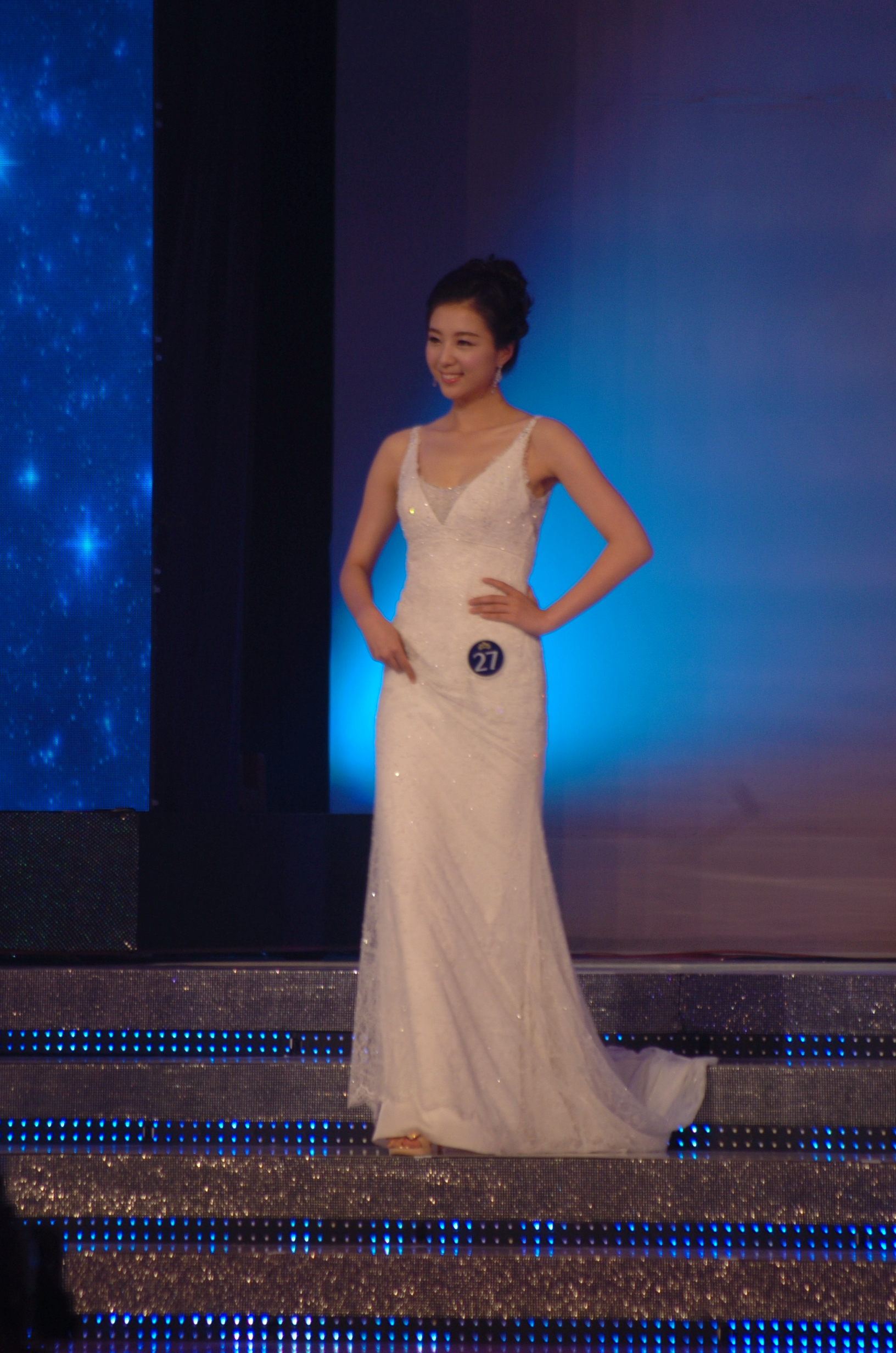
2012년 미스 경북 진 윤지영, 2012년 미스코리아 후보
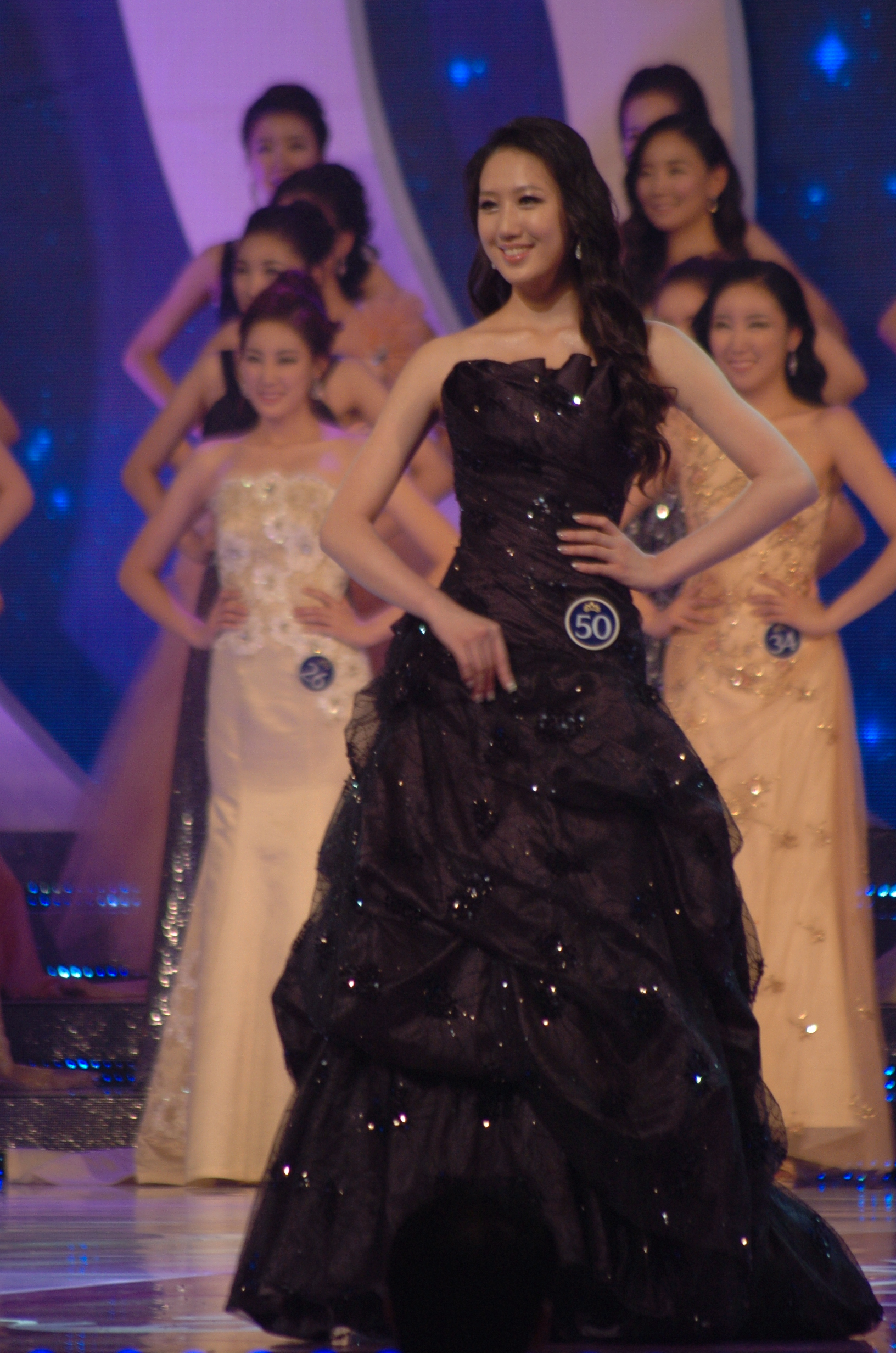
2012년 미스 경북 선 김태현, 2012년 미스코리아 미
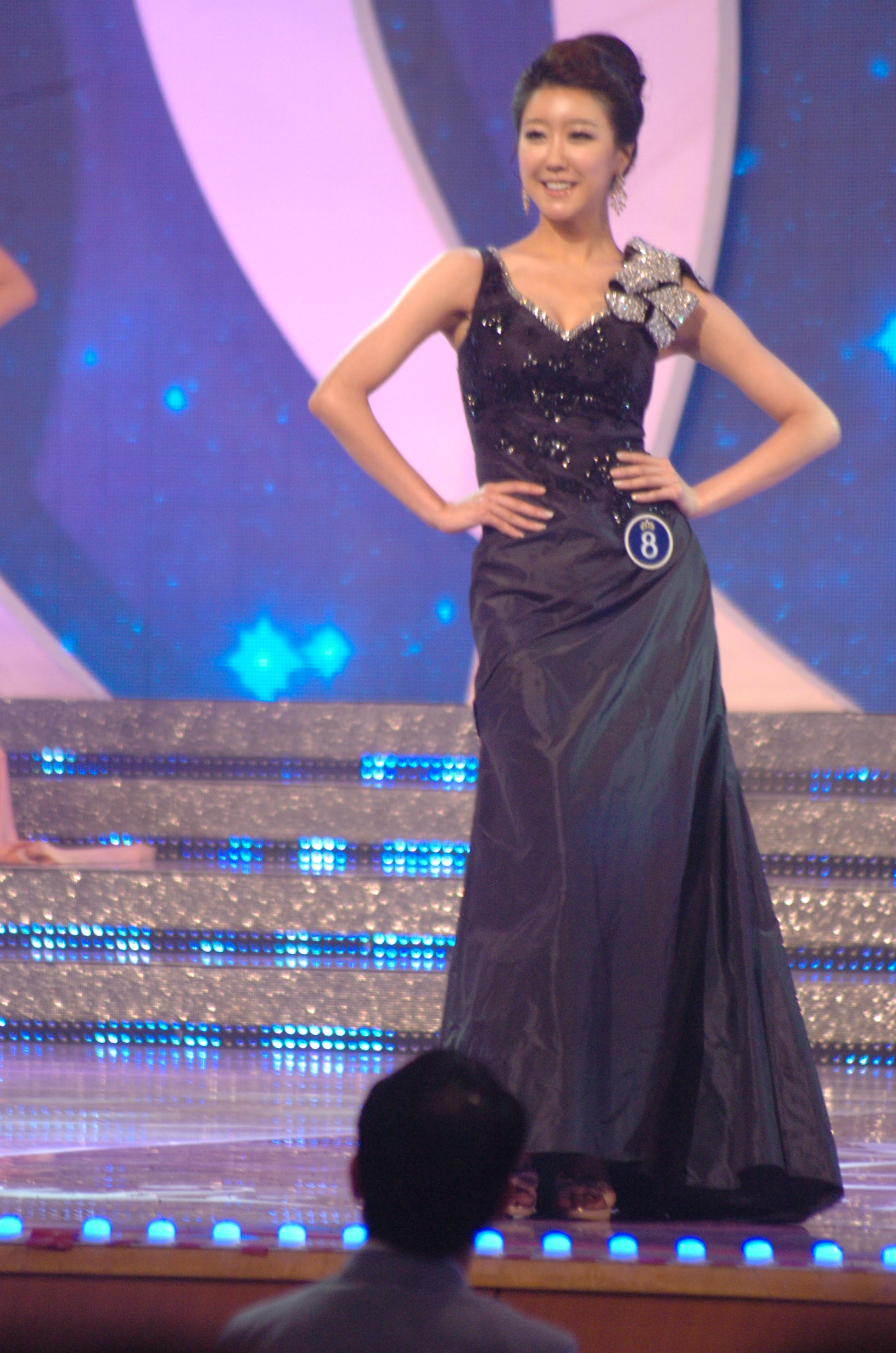
2012년 미스 경북 미 이민희, 2012년 미스코리아 후보
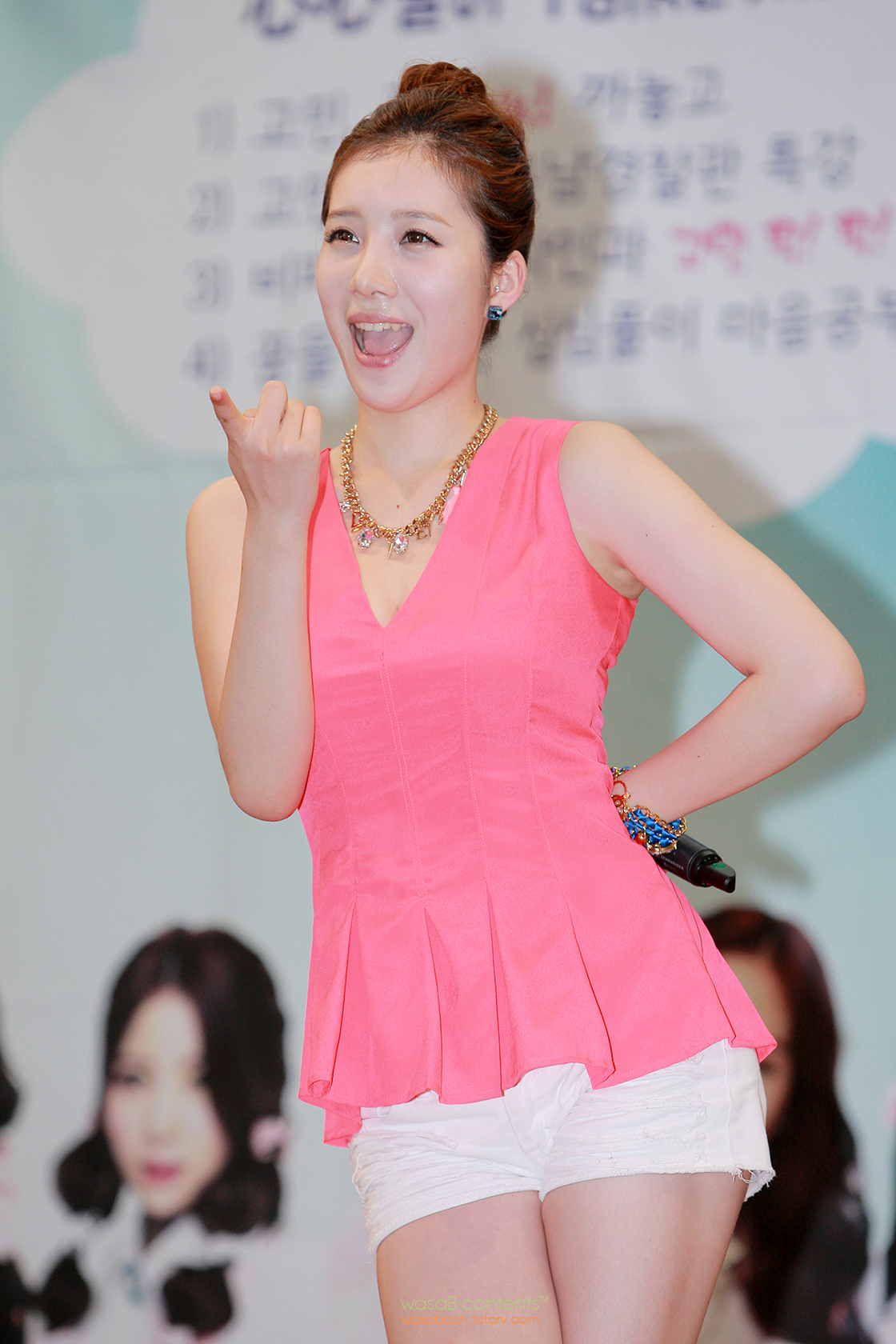
2012년 미스 경북 상주 & 2014년 미스 경북 선 효인(차은비), 2014년 미스코리아 후보
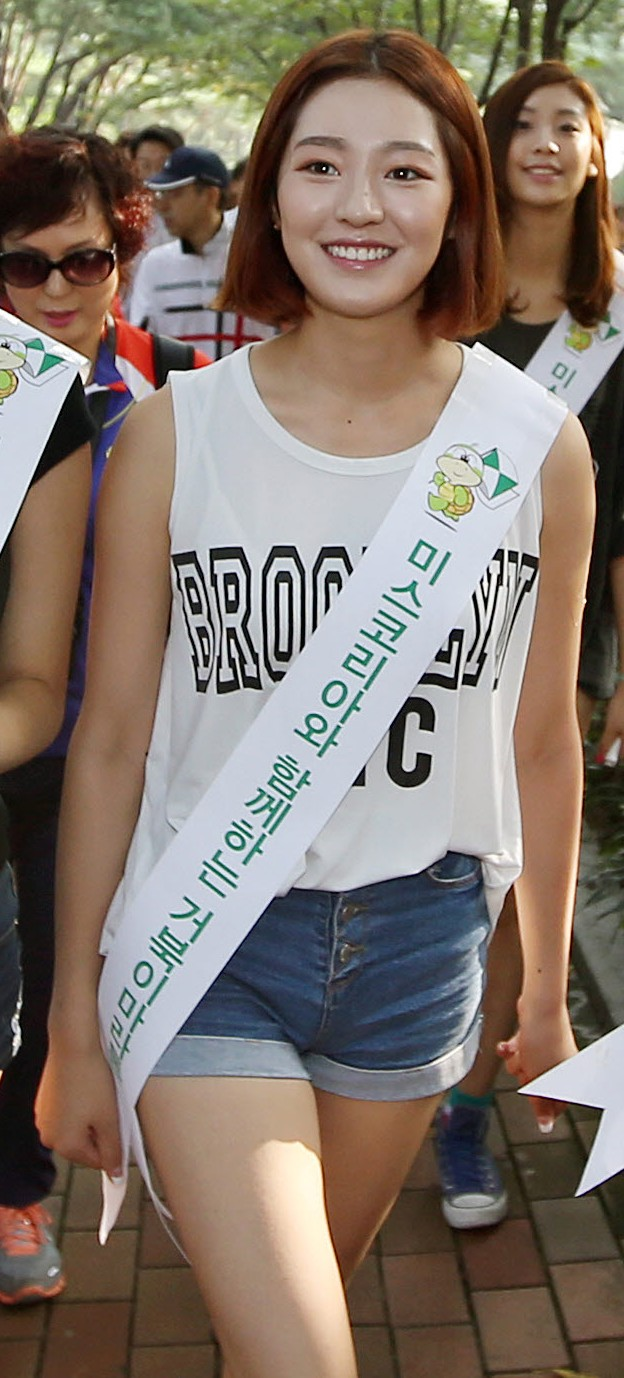
2014년 미스 경북 진 신수민, 2014년 미스코리아 선